# Joan Wenzel
Joan Wenzel, född 24 november 1953, är en friidrottare från Kanada. Hon deltog vid olympiska sommarspelen 1976.